# Campeonato Gaúcho de Futebol de 1953 - Série A
O Campeonato Gaúcho de Futebol de 1953, foi a 33ª edição da competição no Estado do Rio Grande do Sul. O título foi disputado entre as equipes em jogos eliminatórios. O campeão desta ano foi o Internacional.

## Participantes
| Equipe        | Cidade           | Classificação                   | Participação |
| ------------- | ---------------- | ------------------------------- | ------------ |
| Bagé          | Bagé             | Campeão da Região Fronteira     | 9ª           |
| Brasil        | Pelotas          | Campeão da Região Litoral       | 9ª           |
| Guarany       | Cachoeira do Sul | Campeão da Região Noroeste      | 3ª           |
| Internacional | Porto Alegre     | Campeão da Região Metropolitana | 15ª          |
| Uruguaiana    | Uruguaiana       | Campeão da Região Planalto      | 6ª           |

## Tabela

### Primeira fase
Jogos de ida
| 25 de outubro de 1953 | Guarany de Cachoeira do Sul | 1 – 3 | Brasil de Pelotas                       |  |
|                       | Gol marcado                 |       | Gol marcado · Gol marcado · Gol marcado |  |

| 1º de novembro de 1953 | Bagé                      | 2 – 1 | Uruguaiana  |  |
|                        | Gol marcado · Gol marcado |       | Gol marcado |  |

Jogos de volta
| 1º de novembro de 1953 | Brasil de Pelotas                                                                 | 6 – 1 | Guarany de Cachoeira do Sul |  |
|                        | Gol marcado · Gol marcado · Gol marcado · Gol marcado · Gol marcado · Gol marcado |       | Gol marcado                 |  |

| 8 de novembro de 1953 | Uruguaiana                                            | 4 – 1 | Bagé        |  |
|                       | Gol marcado · Gol marcado · Gol marcado · Gol marcado |       | Gol marcado |  |

Desempate
| 15 de novembro de 1953 | Uruguaiana                                            | 4 – 3 | Bagé                                    |  |
|                        | Gol marcado · Gol marcado · Gol marcado · Gol marcado |       | Gol marcado · Gol marcado · Gol marcado |  |

### Semifinal
| 22 de novembro de 1953 | Uruguaiana | 0 – 3 | Brasil de Pelotas                       |  |
|                        |            |       | Gol marcado · Gol marcado · Gol marcado |  |

| 29 de novembro de 1953 | Brasil de Pelotas                       | 3 – 1 | Uruguaiana  |  |
|                        | Gol marcado · Gol marcado · Gol marcado |       | Gol marcado |  |

### Finais
| 6 de dezembro de 1953 | Brasil de Pelotas | 1 – 2 | Internacional                | Bento Freitas, Pelotas (RS) |
|                       | Bolão 79'         |       | Bodinho 26' · Canhotinho 31' | Árbitro: Júlio Petersen     |

|  | Brasil de Pelotas | Internacional |

| BRASIL DE PELOTAS: |  |             |
|                    |  |             |
| G                  |  | Carúccio    |
| Z                  |  | Osvaldo     |
| Z                  |  | Duarte      |
| M                  |  | Tibirica    |
| M                  |  | Seara       |
| M                  |  | Dario       |
| A                  |  | Mortoza     |
| A                  |  | Bolão       |
| A                  |  | Negrito     |
| A                  |  | Gita        |
| A                  |  | João Borges |
| Treinador:         |  |             |
| Galego             |  |             |

| INTERNACIONAL: |  |            |
|                |  |            |
| G              |  | Periquito  |
| Z              |  | Florindo   |
| Z              |  | Oreco      |
| M              |  | Paulinho   |
| M              |  | Salvador   |
| M              |  | Odorico    |
| A              |  | Luizinho   |
| A              |  | Aírton     |
| A              |  | Bodinho    |
| A              |  | Jerônimo   |
| A              |  | Canhotinho |
| Treinador:     |  |            |
| Teté           |  |            |

| 20 de dezembro de 1953 | Internacional                               | 3 – 2 | Brasil de Pelotas          | Eucaliptos, Porto Alegre (RS)    |
|                        | Luizinho 12' · Bodinho 22' · Canhotinho 90' |       | João Borges 3' · Caizé 42' | Árbitro: Romeu Rodrigues da Cruz |

|  | Internacional | Brasil de Pelotas |

| INTERNACIONAL: |  |            |  |    |
|                |  |            |  |    |
| G              |  | Periquito  |  |    |
| Z              |  | Florindo   |  |    |
| Z              |  | Oreco      |  |    |
| M              |  | Paulinho   |  | a' |
| M              |  | Salvador   |  |    |
| M              |  | Odorico    |  |    |
| A              |  | Luizinho   |  |    |
| A              |  | Solis      |  | b' |
| A              |  | Bodinho    |  |    |
| A              |  | Jerônimo   |  |    |
| A              |  | Canhotinho |  |    |
| Substituição:  |  |            |  |    |
| Z              |  | Lindoberto |  | a' |
| A              |  | Aírton     |  | b' |
| Treinador:     |  |            |  |    |
| Teté           |  |            |  |    |

| BRASIL DE PELOTAS: |  |             |
|                    |  |             |
| G                  |  | Carúccio    |
| Z                  |  | Osvaldo     |
| Z                  |  | Duarte      |
| M                  |  | Tibirica    |
| M                  |  | Seara       |
| M                  |  | Dario       |
| A                  |  | Mortoza     |
| A                  |  | Caizé       |
| A                  |  | Negrito     |
| A                  |  | Gita        |
| A                  |  | João Borges |
| Treinador:         |  |             |
| Galego             |  |             |

| Gauchão 1953                       |
| ---------------------------------- |
| Internacional Campeão (14º título) |